# Parasmittina pluriavicularis
Parasmittina pluriavicularis är en mossdjursart som beskrevs av Moyano 1982. Parasmittina pluriavicularis ingår i släktet Parasmittina och familjen Smittinidae. Inga underarter finns listade i Catalogue of Life.